# 올가 코스타
올가 코스타(스페인어: Olga Costa, 태어났을 때는 올가 코스타콥스키(Olga Kostakovsky), 1913년 라이프치히 - 1993년 과나후아토)는 러시아계 멕시코인 화가이다.
안나와 바이올리니스트 야코프 코스타콥스키의 딸로 태어난 그녀는 라이프치히에서 태어났으며 어린시절은 베를린에서 보냈다, 1925년 12세때 베라크루스에 도착했다. 1달 뒤에 그녀의 가족들은 멕시코 시에 정착했다. 그곳에서 그녀는 카를로스 메리다와 함께 조형 예술을 가르치는 국립 학교에서 공부를 했으며, 후에 디에고 리베라, 프리다 칼로와 루피노 타마요를 만났다.
1935년에 그녀는 호세 차베스 모라도(José Chávez Morado)와 결혼을 했다. 그리고 함께 사회적 평등을 위해 투쟁을 했다.